# Sechemre-Wepmaat Anjotef

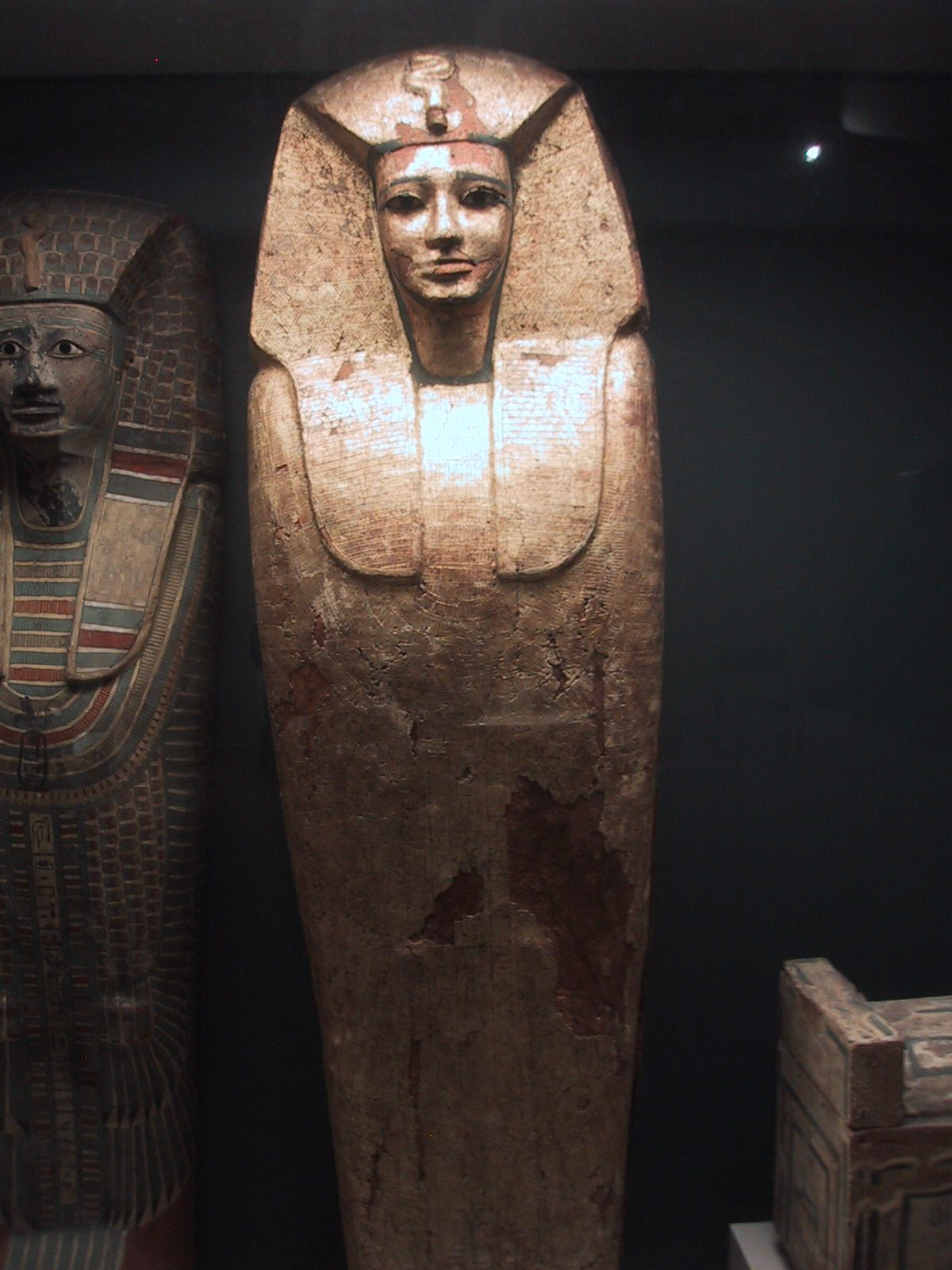
Der Rischi-Sarg des Herrschers

Sechemre-Wepmaat Anjotef (auch Anjotef V. bzw. Antef V. und Thronname eigentlich geschrieben Sechem-Re-wep-maat-anjotef) war ein altägyptischer König (Pharao) der 17. Dynastie (Zweite Zwischenzeit) und regierte nach Franke um 1570 bis 1560 v. Chr.

## Nummerierung
Die Reihenfolge der Herrscher der Zweiten Zwischenzeit bereitet immer noch große Schwierigkeiten. Nachdem heute Nub-cheper-Re Anjotef, ehemals an den Anfang der Dynastie gesetzt, durch die Forschungen des Deutschen Archäologischen Instituts wohl der letzte Anjotef war, sollte man „Anjotef-sechem-Re-wep-maat“ nun „Anjotef V.“ nennen, da er wahrscheinlich an den Beginn der Dynastie zu setzen ist. Ryholt bezeichnet ihn jedoch als „Antef VI.“, sieht in ihm aber auch den ersten Herrscher mit Namen „Antef“ innerhalb der 17. Dynastie.

## Belege
Erhalten ist ein Dokument aus der 20. Dynastie (Papyrus Abbott), welches die Untersuchung seines Grabes durch die „Grabräuberkommission“ beinhaltet. Anjotef wurde in Dra Abu el-Naga (Theben-West) beigesetzt. Moderne Grabräuber haben dann um 1850 das Grab doch geplündert. Erhalten ist das Pyramidion der Grabpyramide, ein Kanopenkasten und ein Rischi-Sarg („Feder-Sarg“), den man im Schutt gefunden hat. 
Auf seinem Sarg befindet sich eine Inschrift, die besagt, dass der Sarg von einem König Antef gestiftet wurde. Dieser wird als Bruder des Herrschers bezeichnet. Von Beckerath vermutete, dass es sich um Antef Sechemre-heru-her-maat gehandelt habe.
Außerhalb seines Grabes ist der König sonst nur von einer Axtklinge bekannt, die sich heute in Berlin befindet, wobei diese auch aus dem Grab stammen könnte.